# 塵肺病
塵肺病又称肺尘埃沉着病，简称尘肺、砂肺，是一类间质性肺病的总称，因吸入粉尘（例如灰烬，铅颗粒，花粉粒等）而导致间质纤维化。常見形式是矽肺、黑肺病。患者通常長期處於充滿塵埃的場所，因吸入大量灰塵，導致末梢支氣管下的肺泡積存灰塵，一段時間後肺內發生變化，形成纖維化灶。
塵肺病的主要症狀為：呼吸短促、發燒、疲倦、無食慾、胸痛、乾咳、呼吸衰退，最後有可能致死。塵肺病容易引發其他病變，包括肺癌、支氣管炎、慢性阻塞性肺部病變、肺結核、硬皮病，甚至會造成腎臟病變。
屬於塵肺病中的矽肺，主要是人體吸入結晶矽的粉塵所造成，結晶矽的主要成分主要有土、沙、花岡岩、以及其他岩石成分。

## 塵肺病之定義
英文Pneumoconiosis意即「塵肺病」，其中pneumo代表肺臟；konis代表粉塵。早於1700年義大利的拉馬齊尼（Ramazzini）就提出吸入粉塵對肺的影響。 
依據Robinns等人所編著的病理學教科書及Ladou所編撰之職業與環境醫學教科書，沉積於肺部的礦物性粉塵（通常是在工作環境中吸入），導致肺部的非腫瘤性反應（nonneoplastic lung reaction）之所有症狀，統稱為肺塵症。 
1952年時台大醫院院長楊思標亦對塵肺病下了定義：長期吸進有害於人體的某種塵埃所引起的肺纖維病變（fibrotic change）。但目前塵肺病一詞，已較為廣義，包括因化學煙霧或蒸氣（chemical fume or chemical vapor）所導致的肺部疾病。

## 发病机制
当长期吸入含有游离的二氧化硅粉尘后而又未能及時清除，肺内的巨噬细胞會將之吞噬，但由於巨噬细胞無法分解二氧化硅，因而导致巨噬细胞死亡，释放所吞噬之粉尘，然后恶性循环，造成更多细胞受损。在粉尘周围因受损的巨噬细胞刺激，造成纤维细胞增生，形成纤维性结节，这种结节被叫做矽结节。在矽结节内含有较多的免疫球蛋白，病人血清中常出现γ-球蛋白濃度增高。故矽肺病可看作矽结节的形成与肺组织的弥漫性纤维化。

## 特徵
患者因吸入的塵埃日漸增多，病情也因而逐漸惡化，出現自覺症狀或是肺機能的障礙。
患上塵肺病的人，因為交換氣體的作用受阻，使得血液中的氧氣不足，二氧化碳過多，這種現象若長期持續，會導致右心室肥大或肺性心或心不全等現象。
因右心室肥大、肺性心或心不全等症，患者出現全身性的衰弱現象，抵抗力隨之減弱，如果再併發急性肺炎，病情嚴重會死亡。此症常併發肺結核、慢性支氣管炎、肺氣腫，但併發肺癌並不常見。

## 罹患傾向
在充滿塵埃或易於引起此症之場所工作的人，患病率自然偏高。過去以礦工最容易罹患，此外營建類工作者也容易罹患，或者工作場所與事務上與噴砂表面處理、岩石壓碎及鑽孔、混凝土、隧道工程、硅、水泥或瀝青的製造等相關者也容易罹患。高危職業包括玻璃製造業、採礦業、採石業、從事隧道工程、陶瓷業、石材切割加工業等。因此是一種職業病。
一般而言，四十歲至五十歲以上的人，較易發病，且無男、女之別。但是，部份人的鼻腔或氣管較不易沾染塵埃，或是某些人的內分泌機能可阻止纖維的異常增長時，罹患此症的機會因此降低。

## 症狀
此症是因吸入的塵埃，堆積於肺內，影響空氣的交換，而逐漸發展的疾病。
疾病未發作前，患者毫無不適現象，但是若在環境不佳的場所，工作十年以上（也有短至幾年），會因疾病的長期發展而顯露病徵。發病後，即使不再置身於工作場所，病患依然繼續惡化。
初期，患者只出現咳嗽、咳痰等呼吸系統的疾病，若病情繼續惡化，就會發生呼吸困難、全身倦怠、衰弱、貧血等病徵。

### 檢查時所能發現的症狀
經由各種檢查法，可發現患者的紅血球數量減少、血紅素的含量降低等貧血症狀，另外，血液中的含氧量不足，二氧化碳卻偏多。
患者的肺機能衰退，經X光檢查，可發現肺部的異常現象，這些現象會隨著時間而逐漸惡化，即使經過治療亦無法恢復健康。

### 併發症
一旦發病後，因病情發展，十分緩慢，所以常引發各種肺疾，在併發症中，最應預防的是肺結核。若屬輕度肺結核，可利用各種抗結核劑治癒之，較為容易。但是，若患了肺塵肺結核，即使服用各種抗結核劑亦無痊癒之日，治療只是暫時延長患者的生命罷了。
另有些突發性的併發症，需做緊急的處置，最具代表性的是急性肺炎和急性心不全。出現這種併發症時，患者需保持絕對的靜養，並接受住院治療。

## 症狀緩和
可以透過洗肺來緩和部分病人的症狀，洗肺沒辦法治癒病人，但可以延緩病情繼續惡化，身體狀況可以接受洗肺的塵肺病病人，在洗肺後會延長壽命。

## 世界各地现状

### 中國大陸
2009年，中国大陆发生开胸验肺事件，而使得尘肺病广为人知。《2013年全国职业病报告情况》显示，全国30个省、自治区、直辖市（不包括西藏）和新疆生产建设兵团2013年共报告职业病26393例，其中尘肺病23152例，煤工尘肺和矽肺分别为13955例和8095例，占职业病报告总例87.72%。
《2014年全国职业病报告》，职业病29972例，其中尘肺病占89.66%。
尘肺病在中国大陆的盛行，亦催生了相关作品，如摄影组照《一个尘肺病家庭的爱与绝望》（沈绮颖）。

### 香港
香港特区政府设立肺尘埃沉着病补偿基金委员会，研究相关事项。

### 引用
1. ↑  . 术语在线. 全国科学技术名词审定委员会. （简体中文）
2. ↑  . 术语在线. 全国科学技术名词审定委员会. （简体中文）
3. ↑  . 樂詞網. 國家教育研究院 （中文（臺灣））.
4. ↑  . 南都周刊. 2010  [2012-11-22]. （原始内容存档于2019-06-05） （中文（简体））.
5. ↑  https://health.tvbs.com.tw/medical/325144
6. ↑  去年新增2.3万尘肺病例 占职业病报告数近九成 （页面存档备份，存于），中国经济网，2014年6月30日
7. ↑  . 腾讯评论. 2015-12-06  [2019-03-20]. （原始内容存档于2019-03-20）.
8. ↑  . 腾讯新闻.   [2019-03-20]. （原始内容存档于2019-03-20） （中文（简体））.